# Skogbyita
La skogbyita és un mineral de la classe dels silicats. Rep el nom del mineralogista suec Henrik Skogby (n. 1956).

## Característiques
La skogbyita és un silicat de fórmula química Zr(Mg₂Mn³⁺₄)SiO₁₂. Va ser aprovada com a espècie vàlida per l'Associació Mineralògica Internacional en el mes de desembre de l'any 2023, i va ser publicada a la revista internacional European Journal of Mineralogy per Erik Jonsson et al. en el mes d’abril de 2025 amb el títol «Skogbyite, Zr(Mg₂Mn³⁺₄)SiO₁₂, a new zirconium mineral in the braunite group from Långban, Bergslagen, Sweden». Cristal·litza en el sistema tetragonal.
L'exemplar que va servir per a determinar l'espècie, el que es coneix com a material tipus, es troba conservat a les col·leccions mineralògiques del Museu Suec d'Història Natural, situat a Estocolm (Suècia), amb el número de col·lecció: GEO-NRM20230033.

## Formació i jaciments
Va ser descoberta a la mina Långban, una prolífica mina situada a la localitat de Filipstad, al comtat de Värmland (Suècia). Aquesta mina sueca és l'únic indret de tot el planeta on ha estat descrita aquesta espècie mineral. Es va trobar en una roca de calcita-dolomita-flogopita amb contingut de hausmannita-jacobsita que, a més, conté també pinakiolita, macedonita i escassa baddeleyita.